# Joris Delle
Joris Delle (ur. 29 marca 1990 w Briey) – francuski piłkarz grający na pozycji bramkarza.

## Kariera klubowa
Delle jako junior grał w zespołach Bouligny-Baroncourt, Homécourt oraz FC Metz, do którego trafił w 2004 roku. W 2008 roku został włączony do jego pierwszej drużyny, grającej w Ligue 2. W jej barwach zadebiutował jednak dopiero dwa lata później, 20 sierpnia 2010 roku w wygranym 1:0 pojedynku z Vannes OC. Dla Metz zagrał łącznie 38 razy.
W 2012 roku Genevois odszedł do zespołu OGC Nice z Ligue 1. Pierwszy ligowy mecz zaliczył tam 11 sierpnia 2012 roku przeciwko AC Ajaccio (0:1). W sezonie 2013/2014 był wypożyczony do Cercle Brugge. W 2015 przeszedł do RC Lens, a w 2016 do NEC Nijmegen. W sezonie 2018/2019 był piłkarzem Feyenoordu, a w sezonie 2019/2020 Orlando Pirates.
| Sezon   | Klub                 | Kraj              | Rozgrywki             | Mecze | Bramki | Rozgrywki Europy | Mecze | Bramki |
| ------- | -------------------- | ----------------- | --------------------- | ----- | ------ | ---------------- | ----- | ------ |
| 2010/11 | FC Metz              | Francja           | Ligue 2               | 28    | 0      | –                | –     | –      |
| 2011/12 | FC Metz              | Francja           | Ligue 2               | 10    | 0      | –                | –     | –      |
| 2012/13 | OGC Nice             | Francja           | Ligue 1               | 14    | 0      | –                | –     | –      |
| 2013/14 | Cercle Brugge (wyp.) | Belgia            | Jupiler League        | 26    | 0      | –                | –     | –      |
| 2014/15 | OGC Nice             | Francja           | Ligue 1               | 1     | 0      | –                | –     | –      |
| 2015/16 | RC Lens              | Francja           | Ligue 2               | 20    | 0      | –                | –     | –      |
| 2016/17 | RC Lens              | Francja           | Ligue 2               | 0     | 0      | –                | –     | –      |
| 2016/17 | NEC Nijmegen         | Holandia          | Eredivisie            | 34    | 0      | –                | –     | –      |
| 2017/18 | NEC Nijmegen         | Holandia          | Eerste divisie        | 32    | 0      | –                | –     | –      |
| 2018/19 | Feyenoord            | Holandia          | Eredivisie            | 2     | 0      | –                | –     | –      |
| 2019/20 | Orlando Pirates      | Południowa Afryka | Premier Soccer League | 3     | 0      | –                | –     | –      |

Stan na: koniec sezonu 2019/2020

## Kariera reprezentacyjna
Delle jest byłym reprezentantem Francji U-16, U-17 oraz U-18. W 2007 roku wraz z kadrą U-17 wziął udział w Mistrzostwach Europy, które Francja zakończyła na półfinale, a także w Mistrzostwach Świata, z których Francja odpadła w ćwierćfinale.
W 2010 roku Delle zadebiutował w reprezentacji Francji U-21.